# Gobioides sagitta
Gobioides sagitta är en fiskart som först beskrevs av Günther 1862.  Gobioides sagitta ingår i släktet Gobioides och familjen smörbultsfiskar. IUCN kategoriserar arten globalt som livskraftig. Inga underarter finns listade i Catalogue of Life.